# Aníbal Vinelli
Aníbal Miguel Vinelli (9 de marzo de 1940 - Buenos Aires, 16 de septiembre de 2006) fue un periodista y crítico de cine argentino, con una extensa carrera en diarios, revistas y audiciones radiales.

## Trayectoria
Su padre, que fue muchos años periodista en el diario La Nación lo influenció en su elección por el periodismo, y muy joven comenzó a colaborar en diversas publicaciones.
Su interés por el cine lo convirtió en espectador atento de los filmes exhibidos en el mítico cine Lorraine al mismo tiempo que coleccionaba videos y discos de bandas musicales de películas así como las notas publicadas sobre cine. Con este bagaje y con su lenguaje irónico, cargado de sabiduría, comenzó a hacer críticas cinematográficas en los diarios La Voz y La Hoja.
Varios años colaboró en audiciones en las radios El Mundo, Continental y Belgrano y en las revistas Somos y Humor; en esta última narraba durante la dictadura militar, en la sección "Corte y confección", con su estilo irónico, las escenas que la censura cercenaba a las películas que se exhibían en la Argentina.
Entre 1978 y 1979 fue jefe de la sección Espectáculos en el diario La Opinión y desde 1986 hasta dos meses antes de fallecer trabajó en el diario Clarín como crítico de video. 
Vinelli no faltaba a ninguna función privada de prensa, y era, además, fanático del boxeo, hincha de Ferrocarril Oeste, amante del buen jazz, la comedia musical, Les Luthiers y la ciencia ficción, de la que conocía como pocos periodistas argentinos, y admirador de Woody Allen: sabía de memoria escenas y tarareaba temas de las bandas de sonido de sus películas. En sus notas decía sin tapujos lo que pensaba, sin medias tintas, con un lenguaje en el que el sarcasmo y la ironía no escondían ninguna verdad; podía tanto elogiar sin límites como de marcar los errores con igual vehemencia.
Escribió el libro Guía para el lector de ciencia ficción (1977).  
Falleció en Buenos Aires por un ataque cardíaco el 16 de septiembre de 2006. 

## Premios
Recibió el Diploma al Mérito de la Fundación Konex en 1987 y el Premio al Mejor Crítico de Video otorgado por la revista Sin Cortes en 1988 y 1992. 